# Дель Рут, Рой
Рой Дель Рут (англ. Roy Del Ruth) (18 октября 1893, Делавэр — 27 апреля 1961) — американский кинорежиссёр, сценарист, продюсер. Известен популярными мюзиклами 1930-х годов.

## Ранняя карьера
До 1915 года Дель Рут работал газетным карикатуристом и обозревателем в Филадельфии. Голливудскую карьеру начал в качестве автора шуток для Мака Сеннета в 1915 году. Свой первый короткометражный фильм «Голодные львы» снял в 1919 году. В 1920-е были сняты немые чёрно-белые фильмы: «Сон у переключателя»  (1923), «Голливудский ребёнок» (1924), «Возлюбленный Евы» (1925) и «Маленькая ирландская девочка» (1926).
В 1927 году снял фильм про появление первого автомобиля в маленьком городе «Первый автомобиль». Саундтрек к фильму включал несколько тщательно продуманных для того времени звуковых эффектов.
В 1929 году Дель Рут снял «Песню пустыни» (1929), первый цветной фильм киностудии Warner Bros. В том же году Дель Рут поставил «Золотоискатели Бродвея» (1929), второй двухполосный полнометражный фильм в технике «Техниколор», который стал большим кассовым хитом. Успешно перейдя в эпоху звукового кино, Дель Рут поставил ещё два двухполосных цветных мюзикла «Держи всё» (1930) и «Жизнь вечеринки» (1930), а затем снял Джеймса Кэгни и Джоан Блонделл в веселом аморальном гангстерском фильме «Сумасшедшая блондинка» (1931).

## 1930-е и годы войны
В том же году он был режиссёром первой экранизации романа Дэшила Хэммета «Мальтийский сокол» (1931) с Рикардо Кортесом в роли частного сыщика-мошенника. Фильм относится к эпохе Докодексового Голливуда, содержит сексуальные намеки, в том числе купание Бебе Дэниелс в обнаженном виде, явные ссылки на гомосексуальность и один пример ругани. Фильм был забыт после римейка 1941 года.
Дель Рут сотрудничал с Джеймсом Кэгни для криминальной драмы «Такси!» (1932), а затем снял комедию «Благословенное событие» (1932) с Ли Трейси в главной роли.
Впоследствии он снял такие картины, как «Маленький великан» (1933) с Эдвардом Дж. Робинсоном в главной роли , «Леди-убийца» (1933) с Джеймсом Кэгни, «Бюро пропавших без вести» (1933) с участием Бетт Дэвис, «Служебный вход» (1933) с Уорреном Уильямом и Лореттой Янг, «Верхний мир» (1934) с Джинджер Роджерс и музыкальную комедию «Детские миллионы» (1934) с Эдди Кантором в главной роли. В детективе «Ответный ход Бульдога Драммонда» (1934) Рональд Колман был приглашён Дель Рутом на роль Бульдога Драммонда. В 1935 году Рут руководил съёмками мюзикла о шоу-бизнесе «Бродвейская мелодия 1936» для MGM с Джеком Бенни и Элеонор Пауэлл в главных ролях.
В фильме «Это должно было случиться» (1936) с Джорджем Рафтом и Розалинд Рассел Дель Рут вернулся к изображению криминального мира. В том же году снял Джеймса Стюарта в одном из немногих мюзиклов актёра «Рождённая танцевать» (1936). Затем последовала «Бродвейская мелодия 1938 года» (1937), а далее съёмки звезды фигурного катания Сони Хени в кинолентах «Моя счастливая звезда» (1938) и «Удачная посадка» (1938). Дель Рут продолжал выпускать продукцию для студий, сняв такие фильмы, как «Создатель звёзд» (1939), «Я здесь незнакомец» (1939), «Он женился на своей жене» (1940) и «Возвращение Топпера» (1941). С 1941 года стал независимым от студий режиссёром и снял фильмы «Шоколадный солдат» (1941), «Мейси получает своего мужчину» (1942), «ДюБарри была леди» (1944) и «Бродвейский ритм» (1944).

## Более поздняя карьера
Дель Рут был вторым самым высокооплачиваемым режиссёром в Голливуде в период с 1932 по 1941 год (данные журнала Box Office and Exhibitor) и одним из семи режиссёров фильма «Безумие Зигфельда» (1946), в котором приняли участие такие звезды, как Фред Астер, Люсиль Болл, Фанни Брайс, Джуди Гарланд, Джин Келли, Лена Хорн, Рэд Скелтон и Уильям Пауэлл. Дель Рут снял веселую амбициозную рождественскую комедию «Это случилось на Пятой авеню» (1947), которая не смогла достигнуть популярности другого, более знаменитого, рождественского фильма «Эта замечательная жизнь» (1946).
Затем Дель Рут поставил «Историю Бэйба Рута» (1948), где Бэйба Рута сыграл Уильям Бендикс. Фильм получил в основном негативные отзывы критиков и ярлык «худший биографический спортивный фильм». Он снова снял Джорджа Рафта в нуарной криминальной драме «Красный свет» (1949), Милтона Берла и Вирджинию Мэйо в комедии «Всегда оставляйте их смеющимися» (1949) и Джеймса Кэгни в яркой «Истории Вест-Пойнта» (1950). Затем последовали два мюзикла Дорис Дэй: «В лунном заливе» и «Звездный подъемник» (оба 1951), «Стой, ты меня убиваешь» (1952) и военный мюзикл «О лице» (1953).
Затем он снял Джейн Пауэлл и Гордона Макрея в фильме «Три моряка и девушка» (1953). Далее был совершён экскурс в изначально недолговечный 3D-процесс с фильмом ужасов с Карлом Малденом в главной роли «Призрак улицы Морг» (1954). Следующие пять лет Дель Рут не снимал фильмы, но работал на телевидении. Он вернулся с фильмом ужасов «Люди-аллигаторы» (1959). После фильма «Почему я должен умереть?» (1960) Рут вышел на пенсию.

## Смерть и наследие
Рой Дель Рут умер 27 апреля 1961 года в возрасте 67 лет от сердечного приступа и был похоронен на кладбище Лос-Анджелеса в Калифорнии .
За свой вклад в киноиндустрию он был награждён звездой на Аллее славы в Голливуде (Южная сторона квартала 6100 Голливудского бульвара).
В 2019 году фильм режиссёра Дель Рут «Служебный вход» был выбран Библиотекой Конгресса для сохранения в Национальном реестре фильмов как «культурно, исторически или эстетически значимый».

## Избранная фильмография
- Hogan’s Alley (1925)
- Возлюбленный Евы (1925)
- The Man Upstairs (1926)
- Footloose Widows (1926)
- If I Were Single (1927)
- Террор (1928)
- Five and Ten Cent Annie (1928)
- Песня пустыни (1929)
- The Hottentot (1929)
- Gold Diggers of Broadway (1929)
- The Aviator (1929)
- Hold Everything (1930)
- Жизнь вечеринки (1930)
- Сумасшедшая блондинка (1931)
- Мальтийский сокол (1931)
- Blessed Event (1932)
- Такси (1932)
- Победитель получает всё (1932)
- Beauty and the Boss (1932)
- Lady Killer (1933)
- The Little Giant (1933)
- Bureau of Missing Persons (1933)
- Служебный вход (1933)
- Captured! (1933)
- Ответный ход Бульдога Драммонда (1934)
- Бродвейская мелодия 1936 (1935)
- Folies Bergère de Paris (1935)
- Рождённая танцевать (1936)
- Private Number (1936)
- Бродвейская мелодия 1938 года (1937)
- On the Avenue (1937)
- He Married His Wife (1940)
- Topper Returns (1941)
- Шоколадный солдат (1941)
- DuBarry Was a Lady (1943)
- Ziegfeld Follies (1946)
- Это случилось на Пятой авеню (1947)
- История Бейба Рута (1948)
- Красный свет (1949)
- The West Point Story (1950)
- On Moonlight Bay (1951)
- Starlift (1951)
- Three Sailors and a Girl (1953)
- Люди аллигаторы (1959)
- Почему я должен умереть? (1960)